# Mammas gosse
Mammas gosse (originaltitel: Only the Lonely) är en amerikansk långfilm från 1991 i regi av Chris Columbus.

## Handling
Polisen Danny träffar en kvinna han blir förälskad i, Theresa. De förlovar sig, men Danny kan inte sluta tänka på sin mamma som alltid varit väldigt viktig för honom. Han oroar sig för att han inte ska ha tid att träffa sin mamma när han väl gift sig med Theresa, och det tär på förhållandet mellan honom och hans blivande fru.

## Om filmen
När Chris Columbus skrev manuset till filmen hade han Maureen O'Hara i åtanke för rollen som Rose. Columbus visste dock inte att O'Hara bestämt sig för att gå i pension. Columbus kontaktade då hennes bror, Charles B. Fitzsimons, och skickade en kopia av manuset till honom. Charles lämnade över manuset till sin syster och övertalade henne att tacka ja till rollen.

## Rollista i urval
- John Candy - Danny Muldoon
- Maureen O'Hara - Rose Muldoon
- Ally Sheedy - Theresa Luna
- Kevin Dunn - Patrick Muldoon
- Anthony Quinn - Nick Acropolis
- James Belushi - Salvatore Buonarte
- Macaulay Culkin - Billy Muldoon
- Kieran Culkin - Patrick Muldoon Jr.